# Ministerio de Bienes Nacionales (Chile)
El Ministerio de Bienes Nacionales de Chile (también conocido por su acrónimo, MBN) es el ministerio de Estado encargado de reconocer, administrar y gestionar el patrimonio fiscal nacional, la regularización de la pequeña propiedad raíz y el control superior sobre los bienes nacionales de uso público, a través de la elaboración de normas, políticas y programas, manteniendo información completa y actualizada del territorio, para la protección y valoración del patrimonio fiscal, de tal manera de contribuir al desarrollo económico, social y territorial de todos los habitantes del país.

## Historia
En 1871, bajo el gobierno del presidente Federico Errázuriz Zañartu se creó el Ministerio de Relaciones Exteriores y Colonización para ordenar la ocupación de terrenos en el sur del país. En 1888 durante la presidencia de José Manuel Balmaceda, el Ministerio tomó el nombre de «Relaciones Exteriores, Culto y Colonización».
El 17 de agosto de 1926, con el fin de preservar el ecosistema, se estableció como «Área Silvestre Protegida» el parque Vicente Pérez Rosales (en la región de Los Lagos), transformándose en el primer parque nacional de Chile. Tres años después, durante el primer gobierno del presidente Carlos Ibáñez del Campo el 29 de octubre de 1929, por medio del decreto con fuerza de ley (DFL), se creó el «Ministerio de Propiedad Austral», que tomó las riendas del proceso de gestión de las políticas de colonización al sur del río Biobío. El mismo año comenzó a funcionar el «Departamento de Bienes Nacionales y Colonización», cuya función principal fue entregar las tierras fiscales a los colonos del sur de Chile. Luego, el 10 de abril de 1931 se promulgó el DFL n° 92 que estableció que la fiscalización, supervigilancia y control de los bienes que forman el patrimonio del Estado, corresponden al nuevo «Ministerio de Bienes Nacionales, Tierras y Colonización».
Bajo el gobierno del presidente Arturo Alessandri el 16 de enero de 1935, entró en vigencia el decreto que declara «parques nacionales» las islas Archipiélago Juan Fernández e Isla de Pascua. Asimismo, bajo la administración del presidente Pedro Aguirre Cerda en 1941, se inscribió a nombre del fisco todo el territorio de la provincia de Aysén, con el objetivo de garantizar aún más los derechos del Estado sobre las tierras fiscales.
Durante el gobierno del presidente Gabriel González Videla, el 15 de noviembre de 1947 se conformó la «Asociación de Empleados del Ministerio de Tierras y Colonización», actual «Asociación Nacional de Funcionarios del Ministerio de Bienes Nacionales» (Anfubienes).
Por otra parte, el 3 de noviembre de 1952, al inicio del segundo gobierno del presidente Carlos Ibáñez del Campo, se marcó un hito institucional, asumiendo a la cabeza del Ministerio Venancio Coñuepán Huenchual, primer ministro de Estado indígena en la historia de Chile.
El 23 de julio de 1953 luego de más de veinte años de funcionamiento, se reestructuró el Ministerio y pasó a llamarse «Ministerio de Tierras y Colonización». En esta nueva estructura la «División de Asuntos Indígenas» sería la encargada de entregar predios a la población indígena.
Durante el gobierno del presidente Jorge Alessandri, en noviembre de 1962, se 1962 inició la reforma agraria (DFL n° 15.020), a través de la cual ingresan al fisco muchos terrenos rurales.
Bajo el gobierno del presidente Salvador Allende, el 27 de marzo de 1970, el abogado  Roberto Cuéllar Bernal, se transformó —con 33 años— en el ministro de Bienes Nacionales más joven en la historia del Ministerio.
Posteriormente, bajo la dictadura militar del general Augusto Pinochet, el 10 de noviembre de 1977, el decreto ley n° 1.939 creó el Ministerio de Tierras y Colonización. Este decreto es la base del funcionamiento actual del Ministerio, y dicta las normas sobre adquisición, administración y disposición de bienes del Estado.
Para el 21 de julio de 1979, se promulgó el decreto ley n° 2.695, que sentó las bases para el programa «Chile Propietario», al establecer nuevas disposiciones sobre regularización de posesión y constitución del dominio sobre la pequeña propiedad raíz. Este cuerpo legal reemplazó a la antigua legislación (decreto ley n° 6, de 1968), por un procedimiento ágil y administrativo.
El 7 de noviembre de 1979, el decreto ley n° 2.885 comenzó a regular el reconocimiento de la posesión y otorgamiento de títulos de dominio sobre terrenos de Rapa Nui en favor de miembros del pueblo rapanui. Por otra parte, el 25 de marzo de 1980, el decreto ley n° 3.274, que fijó la Ley Orgánica del Ministerio dio una nueva estructura para la administración del patrimonio del Estado, el catastro de esos bienes y la constitución de la pequeña propiedad raíz. En esa línea, el 5 de junio del mismo año el Ministerio pasó a llamarse «de Bienes Nacionales»; redefiniendose sus funciones, adaptándolas a la nueva realidad social, política y económica del país.
En 1981, se estableció el Reglamento Orgánico del Ministerio, bajo decreto supremo n° 386. En diciembre de 1984, la ley n° 18.362 crea el «Sistema Nacional de Áreas Silvestres Protegidas del Estado» (SNASPE), que corresponde a aquellos ambientes naturales, terrestres o acuáticos que el Estado protege y maneja para lograr su conservación. El Estado a través del Ministerio, es dueño y elabora los decretos de estas áreas protegidas.
En agosto de 1985, se dictó la ley n° 18.427 que modificó la ley orgánica del Ministerio, que entre otras cosas, creó la «División de Colonización», asignándole las funciones de estudiar, proponer e impartir instrucciones que permitan el asentamiento humano en las áreas del territorio nacional de escasa densidad poblacional.
Para la década entrante, el 3 de octubre de 1993 bajo el gobierno del presidente Patricio Aylwin, mediante la ley n° 19.253 (llamada también «Ley Indígena»), el Estado reconoce a las comunidades indígenas como descendientes legítimas de los pueblos originarios y, por tanto, transmisoras de tradiciones y manifestaciones populares propias. Gracias a esto, se han tramitado títulos gratuitos, transferencias comunitarias y concesiones de uso gratuito sobre predios fiscales, y regularizaciones de títulos.
El 1 de marzo de 1994, se promulgó la ley n° 19.300 de Medioambiente, luego de un trabajo que lideró el Ministerio de Bienes Nacionales, junto con la Secretaría General de la Presidencia. Con el gobierno entrante del presidente Eduardo Frei Ruiz-Tagle el día 11 de ese mismo mes, Adriana Delpiano Puelma se convirtió en la primera mujer en asumir la cartera, cargo en el que se mantuvo hasta abril de 1999. Luego de ella, otras cinco mujeres han sido titulares del Ministerio.
Hacia 1995, el Ministerio comenzó a funcionar en la dirección Alameda Bernardo O'Higgins 720. En 1999, se dio a conocer el primer programa de promoción de inversiones en terrenos fiscales, denominado "Invertir en la Patagonia", en la región de Aysén. Este programa fue el precursor de los planes de licitaciones que se llevan a cabo anualmente hasta hoy.
Durante el gobierno del presidente Ricardo Lagos, en septiembre de 2000, se publicó la ley n° 19.776 (conocida como «Ley del Sur»), complementaria al decreto ley n° 1.939 (de 1977), en lo relativo al otorgamiento de títulos gratuitos de dominio, en situaciones especiales: beneficiarios de decretos supremos que no fueron inscritos en su oportunidad por sus beneficiarios o descendientes o los que adquiquieron sus derechos. Paralelamente, en marzo de ese año, el abogado Claudio Orrego Larraín, se transformó —con 33 años —en el más joven en asumir como ministro de Bienes Nacionales, desde el retorno a la democracia en 1990.
En 2001, se creó el programa "Rutas Patrimoniales" que buscó socializar espacios fiscales de alto valor social, natural, paisajístico y/o histórico cultural.
El 29 de septiembre de 2003, se adjudicó la concesión onorosa de 17.763 hectáreas en la región de Antofagasta a la Organización Europea para la Investigación Astronómica en el Hemisferio Austral (ESO) y a Associated Universities Inc, donde se emplazó posteriormente el observatorio ALMA.
El 30 de noviembre de 2005, se crearon los primeros «bienes nacionales protegidos» (BNP): Alto Apache, Salar de Huasco, Fundo Llancahue y Yelcho Chico-Ventisquero. Actualmente son 62 BNP, que abarcan 1965 mil hectáreas. El 10 de marzo de 2006, se creó el «Sistema Nacional de Cordinación de Información Territorial» (SNIT), mediante el decreto n° 28, como mecanismo de coordinación interinstitucional para la gestión de información territorial pública en el país. En ese mismo año, el traspaso de bienes fiscales al Ministerio de Vivienda y Urbanismo (Minvu) logró erradicar o radicar en viviendas urbanizadas a más de 80.000 de las 100.000 de personas que vivían en campamentos precarios, en el marco del "Programa Chile Barrio".
Bajo el último año del gobierno de la presidenta Michelle Bachelet, el 24 de octubre de 2009, se promulgó la ley n° 20.385 (llamada «Ley Chaitén»), que facultó al fisco para comprar y vender propiedades particulares con ocasión de la erupción del volcán Chaitén.
Durante el primer gobierno de Sebastián Piñera, en marzo de 2010, el Ministerio creó el programa "Registro de Propiedad Irregular" (RPI), para que damnificados por el terremoto y tsunami del 27 de febrero de ese año obtuvieran el título de dominio de su propiedad en forma expedita.
En abril de 2010, se firmó el convenio con el Ministerio de Energía para desarrollar proyectos de energías renovables en terrenos fiscales. Gracias a esta política, hoy un 23% de la matriz eléctrica en Chile proviene de energías renovables.
Para el segundo gobierno de Michelle Bachelet, en 2014, se otorgó la concesión gratuita a largo plazo —30 años— de los géiseres del Tatio a las comunidades atacameñas de Toconce y Caspana, para que 140 familias indígenas usen y administren uno de los puntos turísticos más visitados por viajeros nacionales y extranjeros de la región de Antofagasta. En ese año, además, se entregó en concesión de uso oneroso por 30 años un inmueble fiscal para el proyecto "Cerro Dominador", primera planta de concentración solar de potencia en Latinoamérica, que contará con una planta termosolar de 85 MW y una planta fotovoltaica de 200 MW. Por último, el 12 de septiembre de la misma fecha, se creó el «Comité Nacional para las Montañas en Chile». Integrado por el Ministerio de Bienes Nacionales y otros organismos, genera criterios para incorporar su protección en las políticas públicas nacionales.
El 15 de marzo de 2017, la Fundación Douglas Tompkins donó 407.625 hectáreas de terrenos en el sur al Estado de Chile, la mayor donación de tierras de la historia, transformándose en el primer paso para la creación de la «Red de Parques de la Patagonia».
Durante el segundo gobierno de Sebastián Piñera, el 27 de septiembre de 2018, entró en vigencia la ley n° 21.108, que modificó el decreto ley n° 2.695, en busca de frenar la proliferación de los loteos irregulares. Entre otras cosas, esta ley obliga al solicitante de una regularización de terreno a presentar un certificado que dé cuenta del origen de la posesión de dicha propiedad.
El 14 de febrero de 2019, se promulgó la ley n° 21.149 para sancionar a quienes impidan el acceso a las playas. De la misma manera, el 26 de abril, el gobierno recibió los parques nacionales «Pumalín» y «Patagonia» por parte de la Fundación Tompkins. Este hito selló el proceso de donación privada más grande de la historia de Chile.
El 23 de abril de 2020, el Ministerio presentó un «visor territoral COVID-19», abierto a la ciudadanía, que permite acceder a información detallada y georreferenciada sobre el avance del virus en el país. Este visor tuvo 3,6 millones de visitas en 2020. Posteriormente, el Ministerio dio a conocer una serie de visores que georreferencian pymes, parques nacionales, patrimonio natural y cultural, entre otros.
El 24 de agosto de 2020, se anunció la creación de los nuevos Parques Nacionales Río Clarillo (RM) y Salar del Huasco (Tarapacá). Por otro lado, el 13 de octubre del mismo año, el Ministerio de Bienes Nacionales y el de Energía junto a Corfo firmaron un convenio de colaboración para impulsar proyectos de hidrógeno verde en terrenos fiscales. Asimismo, el 30 de octubre, Bienes Nacionales presentó el «Plan de Modernización» con cinco ejes: simplificación y digitalización de procesos; un Ministerio basado en datos, lineamientos y criterios, gestión interna, y comunicación interna y externa.
En enero de 2021, el Ministerio entregó en Palacio Pereira para el funcionamiento de la sede de la Convención Constitucional, órgano encargado de la redacción de una nueva Constitución Política de la República.

## Misión y objetivos
Según su sitio web, el Ministerio de Bienes Nacionales tiene la misión de trabajar por una mejor calidad de vida de los ciudadano mediante:
- La administración eficiente el territorio fiscal, con miras a ponerlo en valor y al servicio del desarrollo local, siempre velando por la conservación del patrimonio cultural y natural.
- Avanzar hacia un país de propietarios, por medio de la regularización expedita de títulos de dominio.
- Generar inteligencia territorial, para entregar mayor información a la ciudadanía y desarrollar mejores políticas públicas.

Por otra parte, el trabajo institucional del organismo está organizado en cuatro ejes estratégicos:
- Eje integración social, que agrupa todas las medidas que permiten mejorar la calidad de vida de los chilenos.
- Eje progreso económico, que busca sacarle el mayor progreso social y productivo al territorio nacional.
- Eje inteligencia territorial, mediante el cual «se promueve y evalúa en valor el territorio».
- Eje de modernización, para «tener un Estado moderno, eficiente, ágil y transparente».

## Listado de ministros

### Ministros de Propiedad Austral (1929-1931)
- Partidos:

     – Partido Radical (PR)
| N.º | Ministro | Ministro                            | Partido | Inicio                 | Final               | Presidente | Presidente              |
| --- | -------- | ----------------------------------- | ------- | ---------------------- | ------------------- | ---------- | ----------------------- |
| 1   |          | Edecio Torreblanca White            | PR      | 5 de noviembre de 1929 | 6 de enero de 1931  |            | Carlos Ibáñez del Campo |
| -   |          | Manuel Barros Castañón (subrogante) | PR      | 6 de enero de 1931     | 15 de enero de 1931 |            | Carlos Ibáñez del Campo |
| 1   |          | Edecio Torreblanca White            | PR      | 15 de enero de 1931    | 13 de julio de 1931 |            | Carlos Ibáñez del Campo |

### Ministros de Tierras y Colonización (1931-1980)
- Partidos:

     – Militar
     – Partido Conservador (PCon)
     – Partido Liberal (PL)
     – Partido Liberal Democrático (PLD)
     – Partido Radical (PR)
     – Independiente
     – Partido Demócrata (PDa)
     – Partido Radical Socialista (PRS)
     – Partido Democrático (PDo)
     – Partido Socialista de Chile (PS)
     – Partido Progresista Nacional/Partido Comunista de Chile (PPN)
     – Falange Nacional (FN)
     – Partido Socialista Auténtico (PSA)
     – Partido Nacional Cristiano (PNC)
     – Partido Agrario Laborista (PAL)
     — Partido Democrático del Pueblo (PDP)
     – Partido Agrario Laborista (PAL)
     – Independiente
     – Partido Nacional Cristiano (PNC)
     – Partido Conservador Unido (PCU)
     — Partido Demócrata Cristiano (PDC)
     — Partido Democrático Nacional (PADENA)
     — Partido Social Demócrata (PSD)
     — Acción Popular Independiente (API)
| N.º | Ministro                | Ministro                               | Partido    | Inicio                   | Final                    | Presidente                                     | Presidente                                             |
| --- | ----------------------- | -------------------------------------- | ---------- | ------------------------ | ------------------------ | ---------------------------------------------- | ------------------------------------------------------ |
| 1   |                         | Carlos Aldunate Errázuriz              | PCon       | 13 de julio de 1931      | 22 de julio de 1931      |                                                | Carlos Ibáñez del Campo                                |
| 2   |                         | Guillermo Edwards Matte                | PL         | 22 de julio de 1931      | 23 de julio de 1931      |                                                | Carlos Ibáñez del Campo                                |
| 3   |                         | Oscar Fenner Marín                     | Militar    | 23 de julio de 1931      | 26 de julio de 1931      |                                                | Carlos Ibáñez del Campo                                |
| 4   |                         | Carlos Balmaceda Saavedra              | PLD        | 26 de julio de 1931      | 27 de julio de 1931      |                                                | Pedro Opaso Letelier (interino)                        |
| 4   | 27 de julio de 1931     | Carlos Balmaceda Saavedra              | PLD        | 14 de agosto de 1931     |                          | Juan Esteban Montero (interino)                |                                                        |
| 5   |                         | Carlos Alberto Martínez                | NAP        | 14 de agosto de 1931     | 2 de septiembre de 1931  | Juan Esteban Montero (interino)                |                                                        |
| 5   | 3 de septiembre de 1931 | Carlos Alberto Martínez                | NAP        | 15 de noviembre de 1931  |                          | Manuel Trucco Franzani (interino)              |                                                        |
| 6   |                         | Teodoberto Álvarez Álvarez             | PDa        | 15 de noviembre de 1931  | 4 de diciembre de 1931   |                                                | Juan Esteban Montero (interino)                        |
| 6   | 4 de diciembre de 1931  | Teodoberto Álvarez Álvarez             | PDa        | 8 de abril de 1932       |                          | Juan Esteban Montero                           |                                                        |
| 7   |                         | Gaspar Mora Sotomayor                  | PDa        | 8 de abril de 1932       | 4 de junio de 1932       | Juan Esteban Montero                           |                                                        |
| 7   | 4 de junio de 1932      | Gaspar Mora Sotomayor                  | PDa        | 5 de junio de 1932       |                          | Arturo Puga Osorio (Junta de Gobierno de 1932) |                                                        |
| 8   |                         | Carlos Alberto Martínez                | NAP        | 5 de junio de 1932       | 16 de junio de 1932      | Arturo Puga Osorio (Junta de Gobierno de 1932) |                                                        |
| 9   |                         | Virgilio Jesús Morales Vivanco         | PDa        | 16 de junio de 1932      | 8 de julio de 1932       |                                                | Carlos Dávila Espinoza (República Socialista de Chile) |
| 10  |                         | Eliseo Peña Villalón                   | PRS        | 8 de julio de 1932       | 1 de agosto de 1932      |                                                | Carlos Dávila Espinoza (República Socialista de Chile) |
| 11  |                         | Arturo Riveros Alcaide (interino)      | PR         | 1 de agosto de 1932      | 14 de septiembre de 1932 |                                                | Carlos Dávila Espinoza (República Socialista de Chile) |
| 12  |                         | Virgilio Morales Vivanco               | PDa        | 14 de septiembre de 1932 | 3 de octubre de 1932     |                                                | Bartolomé Blanche Espejo (provisional)                 |
| 13  |                         | Anatolio González Urra                 | PL         | 3 de octubre de 1932     | 24 de diciembre de 1932  |                                                | Abraham Oyanedel Urrutia (interino)                    |
| 14  |                         | Carlos Henríquez Argomedo              | PR         | 24 de diciembre de 1932  | 30 de octubre de 1933    |                                                | Arturo Alessandri Palma                                |
| 15  |                         | Arturo Montecinos Rozas                | PR         | 30 de octubre de 1933    | 22 de noviembre de 1933  |                                                | Arturo Alessandri Palma                                |
| -   |                         | Matías Silva Sepúlveda (subrogante)    | PL         | 22 de noviembre de 1933  | 22 de diciembre de 1933  |                                                | Arturo Alessandri Palma                                |
| 15  |                         | Arturo Montecinos Rozas                | PR         | 22 de diciembre de 1933  | 19 de abril de 1934      |                                                | Arturo Alessandri Palma                                |
| 16  |                         | Luis Mandujano Tobar                   | PDo        | 19 de abril de 1934      | 31 de marzo de 1936      |                                                | Arturo Alessandri Palma                                |
| 17  |                         | Alejandro Serani Burgos                | PDo        | 31 de marzo de 1936      | 15 de enero de 1937      |                                                | Arturo Alessandri Palma                                |
| 18  |                         | Alejandro Errázuriz Mackenna           | PL         | 15 de enero de 1937      | 24 de marzo de 1937      |                                                | Arturo Alessandri Palma                                |
| 19  |                         | Alberto Cabero Díaz                    | PR         | 24 de marzo de 1937      | 26 de mayo de 1937       |                                                | Arturo Alessandri Palma                                |
| 20  |                         | Alejandro Errázuriz Mackenna           | PL         | 26 de mayo de 1937       | 25 de octubre de 1937    |                                                | Arturo Alessandri Palma                                |
| 21  |                         | Medardo Goytía Goytía                  | PCon       | 25 de octubre de 1937    | 20 de enero de 1938      |                                                | Arturo Alessandri Palma                                |
| 20  |                         | Emilio Bello Codesido (subrogante)     | PL         | 20 de enero de 1938      | 1 de marzo de 1938       |                                                | Arturo Alessandri Palma                                |
| 21  |                         | Medardo Goytía Goytía                  | PCon       | 1 de marzo de 1938       | 15 de septiembre de 1938 |                                                | Arturo Alessandri Palma                                |
| 22  |                         | César León Entralá                     | PL         | 15 de septiembre de 1938 | 24 de diciembre de 1938  |                                                | Arturo Alessandri Palma                                |
| 23  |                         | Carlos Martínez Martínez               | PS         | 24 de diciembre de 1938  | 28 de septiembre de 1939 |                                                | Pedro Aguirre Cerda                                    |
| 24  |                         | Rolando Merino Reyes                   | PS         | 28 de septiembre de 1939 | 25 de noviembre de 1941  |                                                | Pedro Aguirre Cerda                                    |
| 24  | 25 de noviembre de 1941 | Rolando Merino Reyes                   | PS         | 2 de abril de 1942       |                          | Jerónimo Méndez Arancibia (interino)           |                                                        |
| 25  |                         | Pedro Poblete Vera                     | PS         | 2 de abril de 1942       | 21 de octubre de 1942    |                                                | Juan Antonio Ríos                                      |
| 26  |                         | Enrique Arriagada Saldías              | PS         | 21 de octubre de 1942    | 4 de febrero de 1943     |                                                | Juan Antonio Ríos                                      |
| 27  |                         | Osvaldo Fuenzalida Correa              | PR         | 4 de febrero de 1943     | 7 de junio de 1943       |                                                | Juan Antonio Ríos                                      |
| 28  |                         | Alejandro Lagos Rivera                 | PR         | 7 de junio de 1943       | 1 de septiembre de 1943  |                                                | Juan Antonio Ríos                                      |
| 29  |                         | Osvaldo Vial Vial                      | PL         | 1 de septiembre de 1943  | 6 de octubre de 1944     |                                                | Juan Antonio Ríos                                      |
| 30  |                         | Manuel Casanueva Ramírez               | PCon       | 6 de octubre de 1944     | 14 de mayo de 1945       |                                                | Juan Antonio Ríos                                      |
| 31  |                         | Fidel Estay Cortés                     | PDo        | 14 de mayo de 1945       | 27 de junio de 1946      |                                                | Juan Antonio Ríos                                      |
| 31  | 27 de junio de 1945     | Fidel Estay Cortés                     | PDo        | 3 de agosto de 1946      |                          | Alfredo Duhalde Vásquez (interino)             |                                                        |
| 31  | 3 de agosto de 1946     | Fidel Estay Cortés                     | PDo        | 13 de agosto de 1946     |                          | Vicente Merino Bielich (interino)              |                                                        |
| 31  | 13 de agosto de 1946    | Fidel Estay Cortés                     | PDo        | 6 de septiembre de 1946  |                          | Alfredo Duhalde Vásquez (interino)             |                                                        |
| 32  |                         | Luis Mandujano Tobar (subrogante)      | PDo        | 6 de septiembre de 1946  | 9 de septiembre de 1946  | Alfredo Duhalde Vásquez (interino)             |                                                        |
| 33  |                         | Roberto Contreras Galaz                | PR         | 9 de septiembre de 1946  | 3 de noviembre de 1946   |                                                | Juan Antonio Iribarren (interino)                      |
| 34  |                         | Víctor Contreras Tapia                 | PCCh       | 3 de noviembre de 1946   | 16 de abril de 1947      |                                                | Gabriel González Videla                                |
| 35  |                         | Humberto Aguirre Doolan                | PR         | 16 de abril de 1947      | 2 de agosto de 1947      |                                                | Gabriel González Videla                                |
| 36  |                         | Ricardo Bascuñán Stonner               | Ind.       | 2 de agosto de 1947      | 14 de agosto de 1947     |                                                | Gabriel González Videla                                |
| 37  |                         | Fidel Estay Cortés                     | PDo        | 14 de agosto de 1947     | 7 de febrero de 1950     |                                                | Gabriel González Videla                                |
| 38  |                         | Ciro Álvarez Brucher                   | Ind.       | 7 de febrero de 1950     | 27 de febrero de 1950    |                                                | Gabriel González Videla                                |
| 39  |                         | José Ignacio Palma Vicuña              | FN         | 7 de febrero de 1950     | 4 de febrero de 1952     |                                                | Gabriel González Videla                                |
| 40  |                         | Francisco Melfi Cerda                  | PR         | 4 de febrero de 1952     | 11 de marzo de 1952      |                                                | Gabriel González Videla                                |
| 41  |                         | Hugo Grove Vallejos                    | PSA        | 11 de marzo de 1952      | 29 de julio de 1952      |                                                | Gabriel González Videla                                |
| 42  |                         | Camilo Cobo Gormaz                     | MSC        | 29 de julio de 1952      | 3 de noviembre de 1952   |                                                | Gabriel González Videla                                |
| 43  |                         | Venancio Coñuepán Huenchual            | PNC        | 3 de noviembre de 1952   | 1 de abril de 1953       |                                                | Carlos Ibáñez del Campo                                |
| 44  |                         | Alejandro Hales Jamarne                | PAL        | 1 de abril de 1953       | 25 de junio de 1953      |                                                | Carlos Ibáñez del Campo                                |
| 45  |                         | Jorge Muñoz de Closets                 | PNC        | 25 de junio de 1953      | 7 de enero de 1954       |                                                | Carlos Ibáñez del Campo                                |
| 46  |                         | Santiago Wilson Hernández (subrogante) | PDP        | 7 de enero de 1954       | 1 de marzo de 1954       |                                                | Carlos Ibáñez del Campo                                |
| 47  |                         | Diego Lira Vergara                     | PAL        | 1 de marzo de 1954       | 5 de junio de 1954       |                                                | Carlos Ibáñez del Campo                                |
| 48  |                         | Mario Montero Schmidt                  | Ind.       | 5 de junio de 1954       | 6 de enero de 1955       |                                                | Carlos Ibáñez del Campo                                |
| 49  |                         | Enrique Casas García                   | PAL        | 6 de enero de 1955       | 31 de mayo de 1955       |                                                | Carlos Ibáñez del Campo                                |
| 50  |                         | Hugo Konrad Sievers Wicke              | Ind.       | 31 de mayo de 1955       | 12 de agosto de 1955     |                                                | Carlos Ibáñez del Campo                                |
| 51  |                         | Mariano Fontecilla Varas               | PNC        | 12 de agosto de 1955     | 25 de mayo de 1956       |                                                | Carlos Ibáñez del Campo                                |
| 52  |                         | Santiago Wilson Hernández              | PDP        | 25 de mayo de 1956       | 23 de abril de 1957      |                                                | Carlos Ibáñez del Campo                                |
| 53  |                         | Óscar Jiménez Pinochet                 | PAL        | 23 de abril de 1957      | 9 de julio de 1957       |                                                | Carlos Ibáñez del Campo                                |
| -   |                         | Mario Astorga Cartes (subrogante)      | Ind.       | 9 de julio de 1957       | 9 de julio de 1957       |                                                | Carlos Ibáñez del Campo                                |
| 54  |                         | Enrique Méndez Carrasco                | PAL        | 9 de julio de 1957       | 30 de noviembre de 1957  |                                                | Carlos Ibáñez del Campo                                |
| 55  |                         | Raúl Rodríguez Lazo                    | PAL        | 30 de noviembre de 1957  | 24 de julio de 1958      |                                                | Carlos Ibáñez del Campo                                |
| 56  |                         | Óscar Acevedo Vega                     | Ind.       | 24 de julio de 1958      | 3 de noviembre de 1958   |                                                | Carlos Ibáñez del Campo                                |
| 57  |                         | Julio Philippi Izquierdo               | Ind.       | 3 de noviembre de 1958   | 15 de septiembre de 1960 |                                                | Jorge Alessandri Rodríguez                             |
| 58  |                         | Enrique Bahamonde Ruiz                 | PCU        | 15 de septiembre de 1960 | 26 de agosto de 1961     |                                                | Jorge Alessandri Rodríguez                             |
| 59  |                         | Julio Philippi Izquierdo               | Ind.       | 26 de agosto de 1961     | 20 de mayo de 1963       |                                                | Jorge Alessandri Rodríguez                             |
| 60  |                         | Paulino Varas Alfonso (suplente)       | Ind.       | 20 de mayo de 1963       | 10 de julio de 1963      |                                                | Jorge Alessandri Rodríguez                             |
| 61  |                         | Julio Philippi Izquierdo               | Ind.       | 10 de julio de 1963      | 26 de septiembre de 1963 |                                                | Jorge Alessandri Rodríguez                             |
| 62  |                         | Federico Peña Cereceda                 | Ind.       | 26 de septiembre de 1963 | 17 de diciembre de 1963  |                                                | Jorge Alessandri Rodríguez                             |
| 63  |                         | Ruy Barbosa Popolizio                  | Ind.       | 17 de diciembre de 1963  | 6 de mayo de 1964        |                                                | Jorge Alessandri Rodríguez                             |
| -   |                         | Paulino Varas Alfonso                  | Ind.       | 6 de mayo de 1964        | 3 de noviembre de 1964   |                                                | Jorge Alessandri Rodríguez                             |
| 64  |                         | Hugo Trivelli Franzolini               | Ind.       | 3 de noviembre de 1964   | 16 de diciembre de 1965  |                                                | Eduardo Frei Montalva                                  |
| 65  |                         | Jaime Castillo Velasco                 | PDC        | 16 de diciembre de 1965  | 18 de febrero de 1967    |                                                | Eduardo Frei Montalva                                  |
| -   |                         | William Thayer Arteaga (subrogante)    | PDC        | 18 de febrero de 1967    | 28 de febrero de 1967    |                                                | Eduardo Frei Montalva                                  |
| 65  |                         | Jaime Castillo Velasco                 | PDC        | 28 de febrero de 1967    | 1 de mayo de 1967        |                                                | Eduardo Frei Montalva                                  |
| -   |                         | William Thayer Arteaga (subrogante)    | PDC        | 1 de mayo de 1967        | 23 de mayo de 1967       |                                                | Eduardo Frei Montalva                                  |
| -   |                         | Hugo Trivelli Franzolini (interino)    | Ind.       | 23 de mayo de 1967       | 26 de febrero de 1968    |                                                | Eduardo Frei Montalva                                  |
| -   |                         | Carlos Figueroa Serrano (suplente)     | PDC        | 26 de febrero de 1968    | 9 de marzo de 1968       |                                                | Eduardo Frei Montalva                                  |
| -   |                         | Hugo Trivelli Franzolini (interino)    | Ind.       | 9 de marzo de 1968       | 21 de mayo de 1968       |                                                | Eduardo Frei Montalva                                  |
| 66  |                         | Víctor González Maertens               | PADENA     | 21 de mayo de 1968       | 3 de noviembre de 1970   |                                                | Eduardo Frei Montalva                                  |
| 67  |                         | Humberto Martones Morales              | PSD        | 3 de noviembre de 1970   | 20 de septiembre de 1971 |                                                | Salvador Allende Gossens                               |
| -   |                         | José Oyarce Jara (subrogante)          | PCCh       | 20 de septiembre de 1971 | 28 de septiembre de 1971 |                                                | Salvador Allende Gossens                               |
| 67  |                         | Humberto Martones Morales              | PSD        | 28 de septiembre de 1971 | 27 de marzo de 1973      |                                                | Salvador Allende Gossens                               |
| 68  |                         | Roberto Cuéllar Bermal                 | API        | 27 de marzo de 1973      | 9 de agosto de 1973      |                                                | Salvador Allende Gossens                               |
| 69  |                         | José María Sepúlveda Galindo           | Carabinero | 9 de agosto de 1973      | 11 de septiembre de 1973 |                                                | Salvador Allende Gossens                               |
| 70  |                         | Diego Barba Valdés                     | Carabinero | 12 de septiembre de 1973 | 11 de julio de 1974      |                                                | Augusto Pinochet Ugarte                                |
| 71  |                         | Mario Mac-Kay Jaraquemada              | Carabinero | 11 de julio de 1974      | 12 de julio de 1976      |                                                | Augusto Pinochet Ugarte                                |
| 72  |                         | Lautaro Recabarren Hidalgo             | Carabinero | 12 de julio de 1976      | 1979                     |                                                | Augusto Pinochet Ugarte                                |
| 73  |                         | René Peri Fagerstrom                   | Carabinero | 1979                     | 25 de marzo de 1980      |                                                | Augusto Pinochet Ugarte                                |

### Ministros de Bienes Nacionales (desde 1980)
- Partidos:

     – Militar
     – Independiente
     – Unión Demócrata Independiente (UDI)
     – Renovación Nacional (RN)
     – Partido Demócrata Cristiano (PDC)
     – Partido por la Democracia (PPD)
     – Partido Socialista (PS)
     – Izquierda Ciudadana (IC)
     – Comunes (COM)
     – Convergencia Social (CS)
     – Revolución Democrática (RD)
     – Frente Amplio (FA)
| N.º | Ministro/a | Ministro/a                  | Partido    | Inicio                   | Final                    | Presidente | Presidente                 |
| --- | ---------- | --------------------------- | ---------- | ------------------------ | ------------------------ | ---------- | -------------------------- |
| 1   |            | René Peri Fagerstrom        | Carabinero | 25 de marzo de 1980      | 1987                     |            | Augusto Pinochet Ugarte    |
| 2   |            | Jorge Veloso Bastías        | Carabinero | 1987                     | 1988                     |            | Augusto Pinochet Ugarte    |
| 3   |            | Armando Álvarez Marín       | Ind.       | 1988                     | 11 de marzo de 1990      |            | Augusto Pinochet Ugarte    |
| 4   |            | Luis Alvarado Constenla     | PPD        | 11 de marzo de 1990      | 11 de marzo de 1994      |            | Patricio Aylwin Azócar     |
| 5   |            | Adriana Delpiano Puelma     | PPD        | 11 de marzo de 1994      | 13 de abril de 1999      |            | Eduardo Frei Ruiz-Tagle    |
| 6   |            | Jorge Heine Lorenzen        | PPD        | 13 de abril de 1999      | 29 de julio de 1999      |            | Eduardo Frei Ruiz-Tagle    |
| 7   |            | Sergio Galilea Ocón         | PPD        | 13 de agosto de 1999     | 11 de marzo de 2000      |            | Eduardo Frei Ruiz-Tagle    |
| 8   |            | Claudio Orrego Larraín      | PDC        | 11 de marzo de 2000      | 29 de diciembre de 2000  |            | Ricardo Lagos Escobar      |
| 9   |            | Jaime Ravinet de la Fuente  | PDC        | 29 de diciembre de 2000  | 29 de septiembre de 2004 |            | Ricardo Lagos Escobar      |
| 10  |            | Sonia Tschorne Berestesky   | PS         | 29 de septiembre de 2004 | 11 de marzo de 2006      |            | Ricardo Lagos Escobar      |
| 11  |            | Romy Schmidt Crnosija       | PPD        | 11 de marzo de 2006      | 6 de enero de 2010       |            | Michelle Bachelet Jeria    |
| 12  |            | Jacqueline Weinstein Levy   | PPD        | 6 de enero de 2010       | 11 de marzo de 2010      |            | Michelle Bachelet Jeria    |
| 13  |            | Catalina Parot Donoso       | RN         | 11 de marzo de 2010      | 5 de noviembre de 2012   |            | Sebastián Piñera Echenique |
| 14  |            | Rodrigo Pérez Mackenna      | UDI        | 5 de noviembre de 2012   | 11 de marzo de 2014      |            | Sebastián Piñera Echenique |
| 15  |            | Víctor Osorio Reyes         | IC         | 11 de marzo de 2014      | 19 de octubre de 2016    |            | Michelle Bachelet Jeria    |
| 16  |            | Nivia Palma Manríquez       | IC         | 19 de octubre de 2016    | 11 de marzo de 2018      |            | Michelle Bachelet Jeria    |
| 17  |            | Felipe Ward Edwards         | UDI        | 11 de marzo de 2018      | 28 de octubre de 2019    |            | Sebastián Piñera Echenique |
| 18  |            | Julio Isamit Díaz           | Ind.       | 28 de octubre de 2019    | 11 de marzo de 2022      |            | Sebastián Piñera Echenique |
| 19  |            | Javiera Toro Cáceres        | COM        | 11 de marzo de 2022      | 16 de agosto de 2023     |            | Gabriel Boric Font         |
| 20  |            | Marcela Sandoval Osorio     | RD         | 16 de agosto de 2023     | 6 de enero de 2025       |            | Gabriel Boric Font         |
| 20  | FA         | Marcela Sandoval Osorio     |            | 16 de agosto de 2023     | 6 de enero de 2025       |            | Gabriel Boric Font         |
| -   |            | Sebastián Vergara Tapia (s) | PPD        | 6 de enero de 2025       | 9 de enero de 2025       |            | Gabriel Boric Font         |
| 21  |            | Francisco Figueroa Cerda    | FA         | 9 de enero de 2025       | En el cargo              |            | Gabriel Boric Font         |